# جوشوا سافيدرا
جوشوا سافيدرا (بالإنجليزية: Joshua Saavedra)‏ هو لاعب كرة قدم أمريكي، ولد في 10 أغسطس 2003 في ميرامار في الولايات المتحدة.